# Podhragyay Pál
Podhragyay Pál (Prencsfalva, 1843. január 6. – Selmecbánya, 1910. május 18.) prépost-plébános.

## Élete
Apja id. Podhragyay Pál Prencsfalun volt vendég kocsmáros. A gimnázium I-V. osztályait Selmecbányán, a többit Nyitrán és Nagyszombatban, a teológiát Esztergomban végezte. 1866. február 25-én felszentelték; káplán volt Aranyosmaróton, 1874-ben plébános lett Ohajon, 1882-ben Garamszőlősön, 1892-ben Selmecbányán, ahol ugyanazon év áprilisában prépost lett.

## Híres műve
1865. október 8-án az esztergomi új papnevelő megnyitásakor «Merita Archi-Episcoporum Strigoniensium de scientiis et educatione» címmel értekezett. Említendő dolgozata a Katolikus Néplapban (1864. A káromkodás rosz hatása, rútsága s bűnsúlya).